# Boleynové

Odznak stříbrného falcona

Boleynové byla anglická prominentní aristokratická a šlechtická rodina. Na vrcholu svého vlivu byli v průběhu období Tudorovců, kdy se Anna Boleynová stala druhou manželkou Jindřicha VIII. a porodila mu pozdější královnu Alžbětu I. Tudorovnu (1533-1603).